# 石琨
石 琨（せき こん、? - 352年）は、五胡十六国時代後趙の皇族。父は石虎。

## 生涯
石虎の子として生まれたが、父の時代の事績は伝わっていない。
時期は不明だが汝陰王に封じられた。
349年5月、石遵が即位すると、大将軍に任じられた。11月、石遵は強大な兵権を握っていた輔国大将軍冉閔（当時の名は石閔）の誅殺を目論み、石琨・義陽王石鑑・楽平王石苞・淮南王石昭らを呼び寄せて議論を交わしたが、鄭皇太后の反対に遭い取りやめとなった。石鑑はこの一件を冉閔に密告したので、冉閔は政変を起こして石遵を殺害し、代わって石鑑を皇帝に即位させた。
12月、襄国を鎮守する新興王石祗は冉閔誅殺を掲げ、羌族酋長姚弋仲・氐族酋長蒲洪（後の苻洪）らと結託して内外へ檄を飛ばした。冉閔の命により石琨は大都督に任じられ、太尉張挙・侍中呼延盛を始め7万の兵を率いて二道から石祗討伐に向かった。
350年1月、冉閔は自らの独断で国号を「衛」に変更し、青龍と改元した。後趙諸将の多くは冉閔に反旗を翻し、石琨もまた襄国攻撃を中止して冀州へ逃亡した。
同月、石琨は張挙・王朗と共に7万の兵を率いて冉閔（当時の名は李閔）の守る鄴へ侵攻すると、冉閔は千余りの騎兵を率いてこれを迎え撃った。両軍は城北において激突したが、石琨らは大敗を喫し、軍を退却させた。
2月、冉閔は石鑑を殺害すると、自ら帝位に即いて国号を「大魏」と定め、永興と改元した（冉魏の樹立）。3月、石祗は襄国において帝位に即き、永寧と改元した。石琨は石祗に呼応し、相国に任じられた。
4月、石琨は10万の兵を率いて鄴攻略に向かった。6月、石琨は邯鄲まで軍を進めて陣を構えると、鎮南将軍劉国は繁陽から出陣して石琨に合流した。だが、石琨らは冉魏の衛将軍王泰に邯鄲で大敗を喫し、万を越える兵を失った。
351年2月、冉閔が襄国を百日余りに渡って包囲すると、冀州にいた石琨は兵を挙げて石祗救援に向かった。3月、石琨が襄国に逼迫すると、冉閔は将軍孫威を黄丘に派遣して迎撃させたが、石琨はこれを破って軍を壊滅させた。冉閔が全軍を挙げて出撃すると、石琨は前燕が派遣した禦難将軍悦綰・姚弋仲が派遣した子の姚襄と共に三方から冉閔を攻め立て、さらに石祗が後方から攻撃した。これにより冉閔を大いに破り、10万の将兵を戦死させた。冉閔はかろうじて鄴へ撤退した。
4月、後趙の将軍劉顕は冉閔に寝返って石祗を殺害すると、襄国を占拠した。
352年1月、襄国が冉閔に攻め落とされると、石琨は妻妾を連れて東晋へ亡命した。だが、東晋朝廷はこれを許さず、石琨は廷尉に捕らえられ、やがて建康の市において処刑された。これにより、石氏の家系は断絶したという。